# Yūzonsha
La Yūzonsha (猶存社?   Sociedad de los que aún permanecen) fue una organización nacionalista japonesa radical panasiática fundada en agosto de 1919. El grupo surgió de una sociedad de debate preexistente, la Rōsōkai (Sociedad de los hombres maduros), que fue fundada en octubre de 1918 por Mitsukawa Kametarō, editor del Dai Nihon (Gran Japón). Aunque la Rōsōkai no era explícitamente panasiática, o de hecho político en su enfoque, su membresía incluía a muchos líderes asiáticos y comentaristas políticos.
Insatisfecho con la naturaleza excesivamente no política de la Rōsōkai, Ōkawa Shūmei y Mitsukawa Kametarō eligieron formar la Yūzonsha el 8 de agosto de 1919. Esta organización tenía una clara agenda reformista panasiática e incluía a miembros prominentes como Kanokogi Kazunobu, Nunami Takeo, Kasagi Yoshiaki, Shimonaka Yasaburō, Kanauchi Ryōsuke, Ayakawa Takeji, Yasuoka Masahiro, Shimizu Kōnosuke, Iwata Fumio y Nishida Mitsugi.
Poco después de la formación de la sociedad, Mitsukawa y Ōkawa pidieron al radical panasiático Kita Ikki, autor del cuasi-totalitario Kokka Kaizō Hōan Daikō (Un Plan para la Reconstrucción Nacional), que proporcionara liderazgo ideológico. Aunque aceptó hacerlo, mudándose a la sede de la organización, en gran medida se mantuvo alejado de la organización; que asumió parte de su ideología y estuvo involucrado en la circulación ilegal de copias de su trabajo prohibido.
Aunque la Yūzonsha tenía planes de difundir su mensaje radical panasiático y nacionalista a los estudiantes universitarios, en contra de las opiniones expuestas por Yoshino Sakuzō, tuvo poco éxito. La organización lanzó una revista mensual, la Otakebi (Grito de guerra) en agosto de 1920, pero solo publicó tres números antes de dejar de publicarse; igualmente fallidos fueron sus intentos de publicar libros, solo se produjeron unos pocos folletos.
Estuvo involucrado en un par de campañas políticas, en particular una exitosa para evitar la anulación del compromiso de Hirohito con la princesa Kuni Nagako, y una campaña fallida para evitar su gira por Europa en 1921. El grupo finalmente se disolvió en 1923, junto con la Rōsōkai después de los desacuerdos entre Kita y Ōkawa, particularmente sobre las relaciones ruso-japonesas.